# Autreville-sur-la-Renne
Autreville-sur-la-Renne é uma comuna francesa na região administrativa de Grande Leste, no departamento de Haute-Marne. Estende-se por uma área de 41,76 km². Em 2010 a comuna tinha 384 habitantes (densidade: 9,2 hab./km²).